# Vicenç Thomàs Mulet
Vicenç de Paül Thomàs Mulet és un metge i polític mallorquí del Partit Socialista de les Illes Balears. Va néixer a Palma l'1 de març de 1958.

## Biografia
És llicenciat (1981) en medicina i cirurgia per la Universitat Autònoma de Barcelona i ha realitzat diversos cursos d'especialització. És metge de capçalera.
Des del 1983 al 1984 formà part del Servei Especial d’Urgències de l'INSALUD a Hospital Son Dureta (Palma). Del 1986 al 1988 fou MIR de Medicina Familiar i Comunitària, llavors del 1989 al 1991 fou Metge Adjunt en l’Àrea d’Urgències. Posteriorment fou metge de familia, primer al Centre de Salut Son Cladera (1989-1991) i després al Centre de Salut de Camp Redó (1991-1999). A la vegada, entre el 1992 i el 2000 fou tutor acreditat del Programa de Formació de Postgrau MIR de Medicina de família. També ho compaginà amb ser President de la Societat Balear de Medicina Familiar i Comunitària (SBMFiC) des de 1994 fins al 2001. Posteriorment fou nomenat President de la Societat Espanyola de Medicina Familiar i Comunitària (semFYC) entre febrer de 2001 i novembre de 2002.
Durant el Pacte de Progrés de 1999, a la Cinquena legislatura de les Illes Balears, degut a una reorganització de la Conselleria de Salut i Consum per adquirir les transferències de l'INSALUD al 2002, va ser director general d'Avaluació i Acreditació de la Conselleria de Salut i Consum que dirigia Aina Salom. Des del 1999 al 2002, és a dir, des de l'inici de legislatura, havia estat assessor de la Direcció general de Sanitat.
Del 2003 al 2007 tornà esser Metge de família al CS Camp Rodó. Paral·lelament, entre 2004 i 2007 tornà ser Tutor acreditat Programa Formació Postgrau MIR Medicina de família i entre 2005 i 2007 també tornà a ocupar el lloc de Metge Adjunt en l’Àrea d’Urgències de Son Dureta.
A les eleccions al Parlament de les Illes Balears de 2007 es presentà de número 5 pel PSIB al Parlament. Sortí elegit diputat però renuncià a l'escó dos mesos després, el 31 d'agost de 2007, essent Conseller de Salut i Consum.
L'any 2007, al juliol, va ser nomenat pel president del Govern de les Illes Balears, Francesc Antich, conseller de Salut i Consum de l'executiu balear. Durant el seu mandat a la Conselleria es va acordar la contininuació de les obres del nou Hospital de Son Espases que havia de substituir l'antic Hospital de Son Dureta, inaugurant-se el 10 d'Octubre del 2010. També s'aprovà la Llei de Salut Pública de les Illes Balears. La Llei tengué per objecte la regulació de les actuacions, de les prestacions i dels serveis en matèria de salut pública que es desenvolupen en l’àmbit territorial de la comunitat autònoma de les Illes Balears i garantir una adequada coordinació i cooperació entre les diverses administracions públiques implicades, d’acord amb els articles 43 i concordants de la Constitució Espanyola, en
l'exercici de les competències estatutàriament i legalment atribuïdes.
També sortí endavant la Llei 1/2011, de 24 de febrer, de transformació de fundacions del sector públic sanitari de les Illes Balears i de determinació del règim jurídic de les fundacions públiques sanitàries.
També s'aprova el Decret llei 2/2009, de 8 de maig, de mesures urgents per a la construcció d’un nou hospital a l’illa d’Eivissa, el nou Hospital Can Misses.
Es tornà a presentar a les eleccions al Parlament de les Illes Balears de 2011, en aquest cas al setè lloc de la llista del PSIB. I des d'aquell moment ha sortit elegit diputat en totes les següents legislatures, anant al quart lloc al 2015 i al sisè al 2019.
Entre altres tasques, dins les comissions del parlament, aquests anys, ha estat membre de la Comissió no permanent d'investigació de l'Hospital Son Espases (Cas Son Espases) del novembre de 2014 al març de 2015. Portaveu suplent del Grup Parlamentari Socialista del juny 2011 al març 2015. President de la Comissió investigació autopistes Eivissa del juliol 2016 a l'abril 2017.
El 18 de juny de 2015, a la novena legislatura, fou triat Vicepresident Primer de la Mesa del Parlament de les Illes Balears. I a la següent legislatura, el 20 de juny de 2019 fou triat President del Parlament de les Illes Balears.